# زیردریایی کوستروما (بی-۲۷۶)
زیردریایی کوستروما (بی-۲۷۶) (به انگلیسی: Russian submarine Kostroma (B-276)) یک زیردریایی است که طول آن ۱۰۷ متر (۳۵۱ فوت) می‌باشد. این زیردریایی در سال ۱۹۸۶ ساخته شد.